# Mujer del Apocalipsis

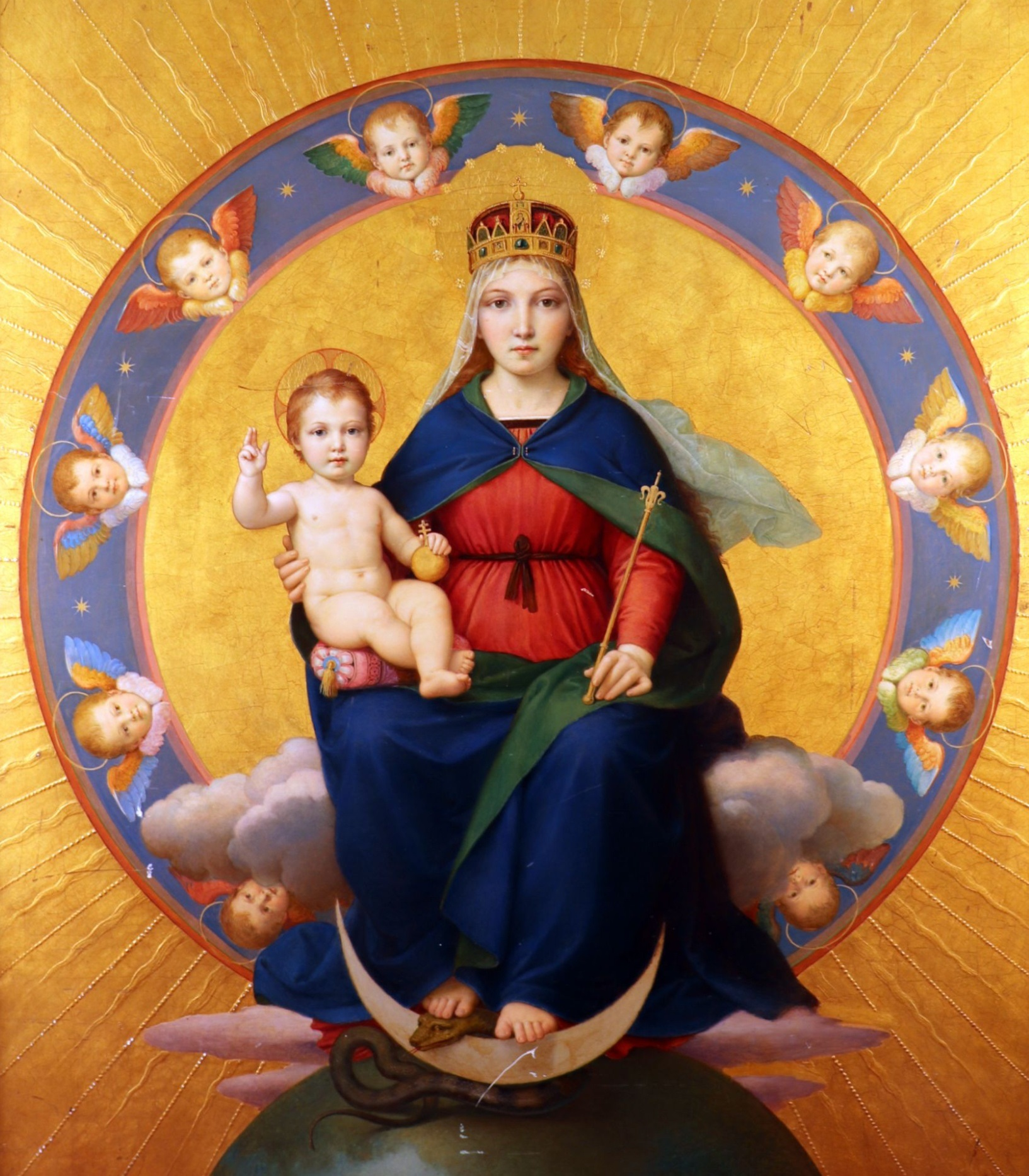
Mujer vestida del Sol o Mujer del Apocalipsis - metáfora principal del Libro del Apocalipsis - pintura de Ferenc Szoldatits

La Mujer del Apocalipsis (o la mujer vestida de sol, en griego: γυνὴ περιβεβλημένη τὸν ἥλιον; latín: Mulier amicta sole) es una figura -a menudo considerada una referencia a la Virgen María en la teología católica- descrita en el capítulo 12 del del Libro del Apocalipsis (escrito hacia el año 95 d. C.).
La mujer da a luz a un niño varón que es amenazado por un dragón, identificado como el Diablo y Satanás, que pretende devorar al niño en cuanto nazca. Cuando el niño es llevado al cielo, la mujer huye sobre alas de águila al desierto en un "lugar preparado por Dios" durante 1260 días. Esto conduce a una "Guerra en el cielo" en la que los ángeles expulsan al dragón. El dragón ataca a la mujer, pero ésta escapa en sus alas durante "un tiempo, tiempos y un tiempo y medio". Entonces el dragón la ataca de nuevo con un torrente de agua que sale de su boca y que posteriormente es tragado por la tierra. Frustrado, el dragón inicia la guerra contra "el resto de su descendencia", identificado como los justos seguidores de Cristo.
La Mujer del Apocalipsis es ampliamente identificada como la Virgen María. Algunos comentarios católicos, como el Catholic Bible Commentary (1859) de Thomas Haydock, permiten interpretar a la mujer como la Iglesia o María. El comentario de la Nueva Biblia Americana afirma que "La mujer adornada con el sol, la luna y las estrellas (imágenes tomadas de Génesis 37:9-10) simboliza al pueblo de Dios en el Antiguo y en el Nuevo Testamento. El Israel de la antigüedad dio a luz al Mesías (Ap 12:5) y luego se convirtió en el nuevo Israel, la iglesia, que sufre la persecución del dragón (Ap 12:6, 13-17); cf. Is. 50:1; 66:7; Jer. 50:12.".
Entre el protestantes, incluyendo particularmente entre aquellos con una teología más reformada y evangélicos, la Mujer del Apocalipsis tiende a ser vista como la Iglesia o Israel.
Arsène Heitz, uno de los diseñadores que presentaron propuestas para la bandera de Europa y la Unión Europea, sugirió que las doce estrellas del diseño actual derivan de las doce estrellas sobre la cabeza de la Mujer.

## Narración
El texto describe a una mujer vestida del sol, y la luna debajo de sus pies, y sobre su cabeza una corona de doce estrellas (12:1).
La mujer está embarazada y a punto de dar a luz, "con dolores de parto y de alumbramiento" (12:2).
Entonces aparece un gran dragón rojo, que tenía siete cabezas y diez cuernos, y siete diademas sobre sus cabezas (12:3), que está a punto de devorar a su hijo tan pronto como naciera (12:4). Pero su hijo es arrebatado para Dios (12:5), y la mujer misma huye al desierto, donde tiene un lugar preparado por Dios, para que la apacienten allí mil doscientos sesenta días. (12:6)
Luego hay una descripción de la "Guerra en el cielo" de los ángeles contra el dragón, y "fue arrojado el gran dragón, la serpiente antigua, que se llama Diablo y Satanás, el cual engaña al mundo entero; fue arrojado a la tierra, y sus ángeles fueron arrojados con él." (12:9)
La mujer vuelve a ser mencionada en 12:13, cuando es perseguida por el dragón, y escapa sobre sus "dos alas de gran águila" (12:14).
El dragón intenta inundar su lugar de refugio, mediante "agua como un diluvio" que sale de su boca (12:15), pero el diluvio es tragado por la tierra (12:16), por lo que el dragón fue "a hacer guerra contra el resto de la descendencia de ella, los que guardan los mandamientos de Dios y tienen el testimonio de Jesucristo" (12:17).

## Interpretación como la Virgen María

### Historia
Los antiguos testigos de la interpretación mariana incluyen a Epifanio, Ticonio (que influyó mucho en Agustín), el autor desconocido de la Historia de José el carpintero, Quodvultdeus (discípulo de Agustín), Casiodoro (Complexiones in Apocalypsi, escrito c. 570 d. C.), y los padres griegos Andreas de Cesarea (finales del siglo VI / principios del VII) y Ecumenio (siglo VI).
En tiempos modernos, la interpretación mariana ha sido afirmada por el papa Pío X,
Pío XII,
Papa Pablo VI, y Juan Pablo II.
El papa Pío X identificó explícitamente a la "mujer" del Apocalipsis con la Virgen en su encíclica Ad diem illum.' El papa Benedicto XVI también hizo esta identificación varias veces, asociando la "corona de doce estrellas" con la autoridad de María entre los santos. Lo mismo hizo el papa Francisco.

### Interpretación teológica
El "hijo varón" de la mujer es una referencia a Jesús (Apocalipsis 12:5), ya que está destinado a "regir todas las naciones con vara de hierro" (Apocalipsis 12:5). El dragón que intenta devorar al hijo de la mujer en el momento de su nacimiento (Apocalipsis 12:4) es una referencia al intento de Herodes el Grande de matar al niño Jesús (Mateo 2:16). A través de su muerte y resurrección y Ascensión, Jesús "fue arrebatado a Dios y a su trono" (Apocalipsis 12:5).
En la interpretación de Pío X (1904), el nacimiento no es el de Jesús, sino "seguramente el nuestro", (es decir, el de la Iglesia purgante) "nosotros que, detenidos aún en el destierro, hemos de ser llevados todavía al perfecto amor de Dios y a la felicidad eterna". Pío XII (1950) hace explícita la referencia a la Asunción de María.
Y Juan Pablo II (1987) a la interpretación del Protoevangelio de Génesis 3,15, y por extensión a la identificación simbólica de la Mujer tanto con María como con Eva..

### Veneración
Tanto la veneración mariana como la interpretación de la Mujer del Apocalipsis se registran al menos desde el siglo IV, pero la veneración específica de María en esta forma sólo se hace tangible en el periodo medieval. Desde el punto de vista iconográfico, las figuras marianas asociadas a la narración del Apocalipsis se reconocen por sus atributos astronómicos, concretamente por estar de pie sobre una luna creciente, y por la corona de doce estrellas (mientras que la descripción "vestida de sol" se interpreta a veces por los rayos que emanan de su figura).
La asociación de María con una sola estrella se registra desde el período medieval temprano, en el himno Ave Maris Stella.[cita requerida]
Muchas representaciones de María del periodo gótico (siglos XIV a XVI) la muestran de pie sobre una luna creciente inspirada en la asociación de María con la mujer del Apocalipsis. El motivo se hizo tan popular en la Alemania del siglo XV que las figuras preexistentes de la Virgen fueron reajustadas con una media luna (por ejemplo, la Virgen de Bad Doberan, hacia 1300, reajustada en el siglo XV).
La Virgen de Guadalupe fue representada como la Virgen del Apocalipsis al menos desde el siglo XVI.
La Virgen del Apocalipsis se asoció con Nuestra Señora del Rosario, identificándose la "corona de doce estrellas" con un "rosario de doce privilegios" de María. La Virgen del Rosario aparece frecuentemente con la corona o aureola de doce estrellas (pero no con la media luna) en las representaciones modernas desde el siglo XIX. Un ejemplo notable es el Virgen del Rosario de Pompeya.
Una anécdota (publicada por primera vez en la década de 1980) relaciona el diseño de la Bandera de Europa (1955) con este aspecto de la iconografía mariana.